# PlayStation
|  | Per a altres significats, vegeu «PS (desambiguació)». |

La PlayStation (en japonès: プレイステーション) és una videoconsola de videojocs de cinquena generació, dissenyada per Sony Computer Entertainment i llançada al Japó el 3 de desembre de 1994. La PlayStation original va ser la primera de la saga PlayStation i va assentar els mecanismes utilitzats posteriorment a les consoles successores PlayStation 2, PlayStation Portable, PSX (només al Japó), la PlayStation 3, la PlayStation 4 i la PlayStation 5.
La consola va resultar popular pel seu ampli catàleg de jocs, franquícies populars, baix preu i màrqueting juvenil agressiu que la va anunciar com la consola preferida per a adolescents i adults. Les franquícies Premier de PlayStation incloïen Gran Turismo, Crash Bandicoot, Tomb Raider i Final Fantasy, tot plegat va generar nombroses seqüeles. Els jocs de PlayStation van continuar venent fins que Sony va deixar de produir la PlayStation i els seus jocs el 23 de març de 2006, més d'onze anys després del seu llançament, i menys d'un any abans del debut de la PlayStation 3. Es van llançar un total de 7.918 jocs de PlayStation, dels quals uns 1.639 a Europa, amb vendes acumulades de 962 milions d'unitats.
La PlayStation va assenyalar l'ascens al poder de Sony a la indústria dels videojocs. Va rebre elogis i es va vendre amb força; en menys d'una dècada, es va convertir en la primera plataforma d'entreteniment informàtic que va vendre més de 100 milions d'unitats. El seu ús de discs compactes va anunciar la transició de la indústria del joc dels cartutxos. L'èxit de PlayStation va donar lloc a una línia de successors, començant amb la PlayStation 2 l'any 2000. El mateix any, Sony va llançar un model més petit i més barat, la PS One i la Net Yaroze, a més de diversos perifèrics, entre els quals destaca la targeta de memòria PocketStation (només al Japó) que funcionava com una petita consola.

## Història
Nascuda després de fallar un acord amb Nintendo per a desenvolupar un accessori per a la Super Nintendo anomenat SNES Playstation, amb el qual es pretenia dotar al "cervell de la bèstia" de majors capacitats multimèdia i que, per diverses raons (el fracàs comercial del perifèric de Sega Sega CD o Mega-CD a Europa, entre altres), va ser cancel·lat, Sony va utilitzar la tecnologia derivada d'aquell projecte per crear una consola, la Playsation, que va ser llançada el 3 de desembre de 1994 al Japó i el 9 de setembre de 1995 als EUA. Va tenir un gran èxit comercial i la seva popularitat va fer que fins i tot es coneguera a la generació que va accedir als videojocs per primera vegada amb aquesta màquina com "Generació PlayStation". Des dels seus orígens, s'abrevia el nom de la consola amb les sigles "PSX", encara que també se la sol anomenar "PSOne", independentment de si es tracta del model reduït o no.
La consola de sony, Playstation,el març de 2015 estrenarà la seva primera sèrie online a través de la seva plataforma.
La PlayStation va ser llançada a la venda el 3 de desembre de 1994 en Japó, el 9 de setembre de 1995 als EUA i el 29 de setembre de 1995 a Europa. Tot va començar amb un contracte trencat amb Nintendo a la fi de la dècada de 1980.
Nintendo va acordar amb Sony, a la fi dels vuitanta, desenvolupar per a la seva reeixida Super Nintendo un apèndix per incorporar jocs en CD, a més del tradicional cartutx. El gegant dels videojocs, no obstant això, va trencar amb la tecnològica japonesa, neòfita llavors en la indústria, perquè considerava que cedia massa en el control i beneficis derivats de la venda de jocs en CD.
Ken Kutaragi, que en aquella època era un enginyer informàtic de Sony apassionat pels videojocs, va proposar una consola que combinava les capacitats gràfiques d'una estació de treball i la unitat de CD-ROM de Sony. Durant 2 anys, Ken Kutaragi va buscar sense èxit algú en algun lloc del grup audiovisual de Sony que recolzés el seu projecte. Es va traslladar, juntament amb la seva recerca, d'un laboratori a un altre, fins que Teruo Tokunaka li va portar a veure al llavors president Norio Ohga perquè exposés la seva idea.
La cúpula de Sony, poc inclinada des d'un principi a introduir-se al mercat dels videojocs, pretenia acabar aquí l'aventura. No obstant això, l'obstinació de Kutaragi va fer que la companyia seguís endavant. L'empresa va derivar el projecte, amb Kutaragi al capdavant, a Sony Music per a no responsabilitzar-se de les impredictibles conseqüències de l'aposta. La col·laboració, fet i fet, va ser fonamental per a la producció de CDs. Fins a 1993, la companyia no comptaria amb una secció pròpia de videojocs, Sony Computer Entertaiment.
Sony va llançar la PlayStation al Japó el 3 de desembre de 1994. L'èxit va ser immediat. La clau estava en les facilitats ofertes per la companyia als desenvolupadors de videojocs, entusiasmats amb les grans possibilitats tècniques, les tres dimensions i el CD. Els desenvolupadors prenien massa riscos econòmics creant cartutxos per Sega o Nintendo; Sony, per contra, oferia totes les facilitats per poder comptar amb un variat catàleg de jocs. De seguida es van sumar els grans del sector. Títols com Gran Turismo, Metal Gear o Final Fantasy són història fonamental dels videojocs.
El salt a Europa i als Estats Units va ser igual de reeixit. Sony va optar rebaixar el preu de la seva consola per sota del cost. El llançament a Amèrica va ser a 299 dòlars, molt per sota dels 399 de la seva principal competidora, la Sega Saturn, escombrada per complet. Al contrari de la tendència de la indústria, Sony pretenia obtenir beneficis derivats del programari, no solament del maquinari. I ho va fer: els guanys de Sony Computer Entertainment van arribar a suposar el 90% de la companyia.
La primera versió de la PlayStation va superar les cent milions de consoles venudes nou anys després del seu llançament.

## Maquinari

### Característiques

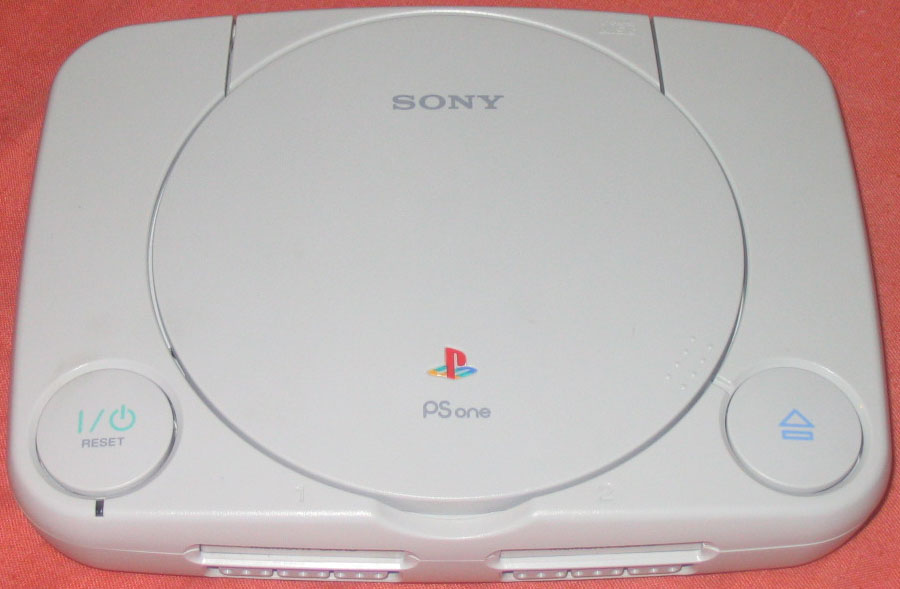
PSOne va ser la segona versió de la PlayStation.

De forma rectangular, destaca el seu disseny compacte i sense massa ostentacions.
- En la seva part superior, ens trobem amb el LED d'encesa, la coberta del disc, els botons Power, Reset (només en la PlayStation original; en la PSOne, s'utilitza el mateix botó per a encendre i per a resetejar la consola) i l'encarregat d'obrir la susdita.
- En la seva part frontal, estan situats els dos ports per a comandaments de control i les dos ranures destinades a inserir les imprescindibles targetes de memòria, sense les quals seria impossible desar els progressos que fem amb els nostres jocs (no oblidem que el CD-ROM és un suport d'emmagatzemament de només lectura, la qual cosa impossibilita emmagatzemar aquestes dades en el mateix, al contrari del que passa amb molts dels jocs de Nintendo 64 o Super Nintendo, que compten amb espai addicional que permet emmagatzemar aquestes dades).
- En la seva part posterior, es troba el port paral·lel (que Sony va eliminar en les últimes versions de la consola, suposadament per a combatre la pirateria dels seus jocs, perquè hi ha accessoris que, una vegada connectats al mateix, permeten eludir les proteccions del sistema i executar jocs no originals), un port sèrie, l'entrada d'alimentació i la sortida de A/V.
- En els seus laterals, la consola està proveïda d'unes petites reixetes de ventilació, per a permetre que dissipi mínimament la calor. Es recomana deixar espai lliure a cada costat per a evitar un sobrecalfament d'aquesta.
- En la seva part inferior, podem veure més reixetes de ventilació (convé col·locar la consola en una superfície prou ferma com per a evitar tapar-les accidentalment), els caragols que subjecten la seva carcassa i l'adhesiu d'informació de la consola.

### Especificacions tècniques
| GPU                           | Processador de so PlayStation       | R3000 CPU              |
| La GPU (versió SCPH-9000)     | PlayStation Custom Sound Processor  | R3000 CPU              |
| processador de senyal digital | Placa base SCPH-100                 | Placa base PS One      |
| Digital Signal Processor      | Una placa base SCPH-1000 primerenca | Una placa base PS One. |

El microprocessador principal és una CPU LSI R3000 de 32 bits amb una freqüència de rellotge de 33,86 MHz i 30 MIPS. La seva CPU es basa en gran manera en el coprocessador 3D i matricial "cop2" de la mateixa matriu per proporcionar la velocitat necessària per a renderitzar gràfics 3D complexos. El paper del xip GPU separat és dibuixar polígons 2D i aplicar-hi ombrejats i textures: l'etapa de rasterització de la canalització de gràfics. El xip de so personalitzat de 16 bit de Sony admet fonts ADPCM amb fins a 24 canals de so i ofereix una freqüència de mostreig de fins a 44,1 kHz i MIDI. Compta amb 2 MB de RAM principal, amb 1 MB addicional assignat a la memòria de vídeo. La PlayStation té una profunditat de color màxima de 16,7 milions de colors reals amb 32 nivells de transparència i taules de cerca de colors il·limitades. La seva sortida de vídeo, proporcionada inicialment per un cable E/S paral·lel (i més tard una E/S en sèrie usada per al Cable d'enllaç de la PlayStation) mostra les resolucions des de 256×224 a 640×480 píxels.
La PlayStation utilitza una unitat de compressió de vídeo de propietat, MDEC, que està integrada a la CPU i permet la presentació de vídeo en moviment complet amb una qualitat superior a la d'altres consoles de la seva generació. Inusual per a l'època, la PlayStation no té un processador de gràfics 2D dedicat; en canvi, els elements 2D es calculen com a polígons pel Motor de transferència de geometria (GTE) perquè la GPU pugui processar-los i mostrar-los a la pantalla. Mentre s'executa, la GPU també pot generar un total de 4.000 sprites i 180.000 polígons per segon, a més de 360.000 per segon a ombra plana.
Especificacions detallades
- CPU: R3000A, de 32 bits RISC amb una freqüència de rellotge a 33,8688 MHz. Va ser desenvolupada per LSI Logic Corp amb tecnologia llicenciada de SGI i conté, en el mateix xip, el Geometry Transfer Engine i el Data Decompression Engine.
  - Capacitat de càlcul de 30 MIPS.
  - Amplada de banda del bus de 132 MB/s.
  - Caché d'instruccions de 4 KB.
  - Caché de dades d'1 KB.
  - Geometry Transfer Engine (GTE): ubicat dins del xip de la CPU, és l'encarregat de la representació dels gràfics 3D.
    - Capacitat de càlcul: 66 MIPS.
    - Capacitat de processament gràfic:
      - 1,5 milions de polígons per segon (flat-shaded).
      - 500.000 polígons de textura mapejada i fonts de llum per segon.

  - Motor de comprensió de dades: també ubicat dins del xip de la CPU, és el responsable de la descomprensió de la informació dels jocs.
    - Compatible amb arxius MPEG-1 i H.261.
    - Capacitat de càlcul: 80 MIPS.
    - Directament connectat al bus de la CPU.
- GPU: separada de la CPU, s'encarrega de processar tota la informació de gràfics en 2D.
  - Paleta de colors: 16,7 milions de colors.
  - Resolucions: des de 256 x 224 fins a 740 x 480.
  - Frame Buffer ajustable.
  - Taules de busca de colors il·limitades.
  - Capacitat de processament gràfic: 4.000 sprites de 8 x 8 píxels, amb scaling i rotació individual.
  - Pot manejar entorns simultanis.
  - Pot fer matisació o matisació gouraud, i mapeig de textures.
- Unitat de processament de so (SPU): aquest xip és l'encarregat de processar el so.
  - Pot manejar fonts ADPCM amb 24 canals i fins a 44'1 kHz.
  - Pot processar efectes digitals com:
    - Modulació Pitch
    - Coberta
    - Enllaç
    - Reverberació digital

  - Pot processar fins a 512 KB de mostres waveforms.
  - Suporta instruments MIDI.
- Memòria:
  - RAM central: 2 MB.
  - RAM de vídeo: 1 MB.
  - RAM de so: 512 KB.
  - Buffer per a CD-ROM: 32 KB.
  - ROM del BIOS: 512 KB.
  - Tipus i capacitat de les targetes de memòria estàndard: EEPROM de 128 KB.
- Unitat de lectura de CD-ROM:
  - Velocitat de lectura de 2x (300 KB/s com a màxim en transferència de dades).
  - Compatible amb el format CD-XA.

### Especificacions físiques
- Dimensions: 270 mm (amplària) x 60 mm (altura) x 188 mm (fons).
- Pes: 1,2 kg.
- Entrada/Sortida:
  - Una unitat lectora de discos CD-ROM.
  - Dos ports per a comandaments de control.
  - Un port paral·lel, ubicat en la part posterior (no en els últims models de la consola).
  - Un port sèrie, ubicat en la part posterior de la consola.
  - Dos ranures destinades a les targetes de memòria.
  - Una eixida analògica d'ús múltiple A/V.
  - Una entrada d'alimentació CA, de 220-240 V.
- Consum: 10 W.

### Comandaments

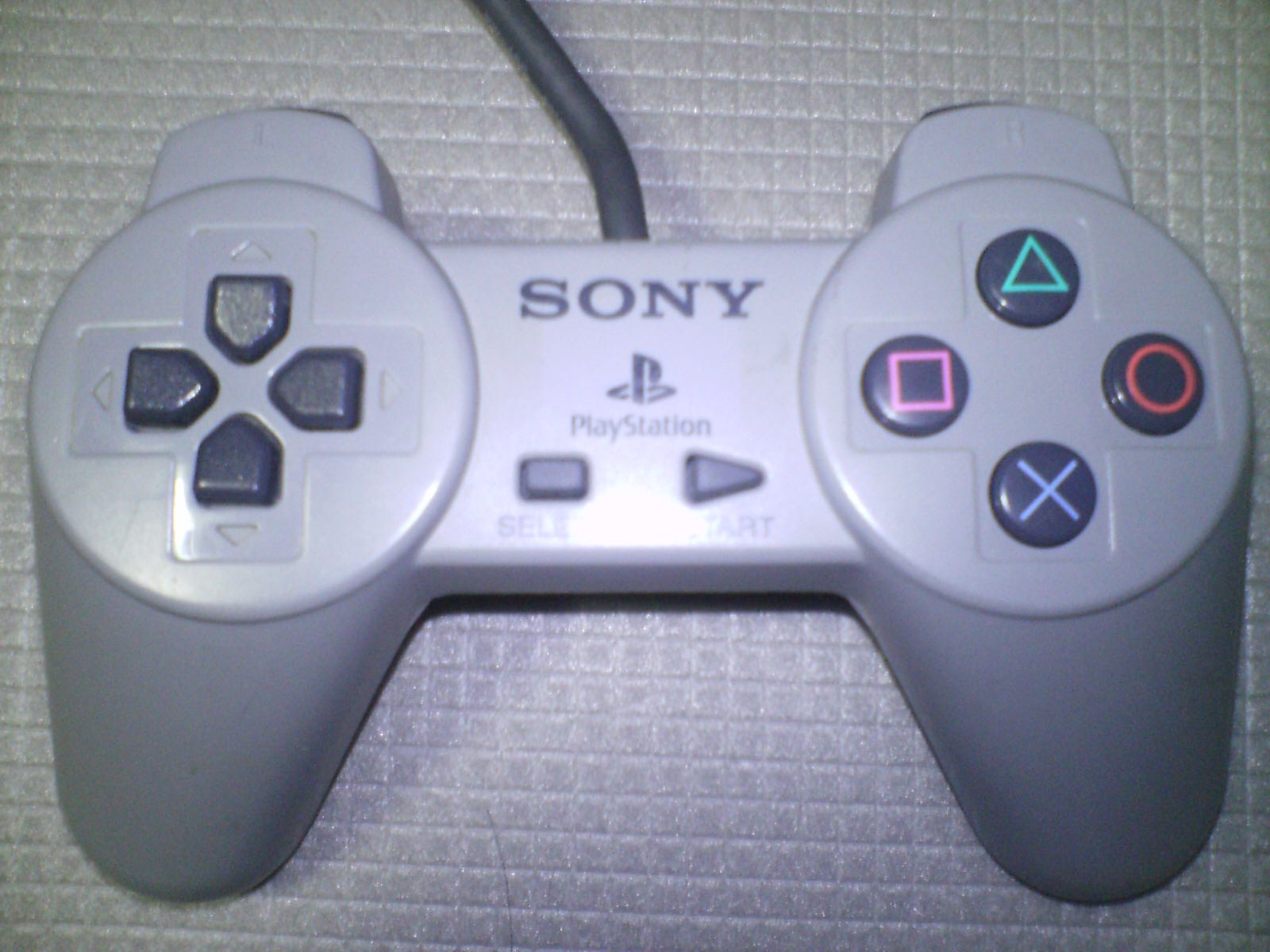
Comandament original de la PlayStation.

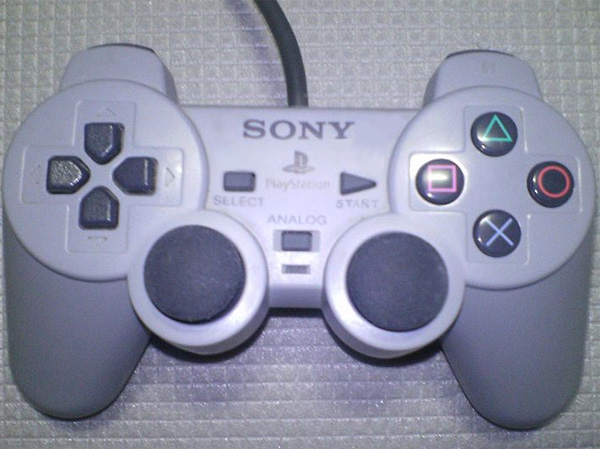
Comandament DualShock, amb pads analògics.

El comandament analògic (Oficialment PlayStation Control Pad). Al principi la PlayStation no comptava amb un comandament analògic, ja que existien molt pocs jocs en 3D. Posteriorment, després de l'aparició al mercat de Nintendo 64 i el seu comandament amb joystick central, Sony va desenvolupar un comandament analògic per als jocs en 3D. Es va fabricar d'una major grandària que l'original, va ser equipat amb dos pads analògics un per al moviment i l'altre per observar l'entorn del joc, a més de la funció de vibració en la seva següent versió conegut com a DualShock.
Es van llançar tres iteracions del controlador de PlayStation durant la vida útil de la consola. El primer controlador, el controlador PlayStation, es va llançar juntament amb la PlayStation el desembre de 1994. Compta amb quatre botons direccionals individuals (a diferència d'un D-pad convencional), un parell de botons posteriors als dos costats, els botons "Inici" i "Seleccionar" al centre, i quatre botons de cara que consisteixen en formes geomètriques senzilles: un triangle verd, un cercle vermell, una creu blava i un quadrat rosa (, , , ). En lloc de representar lletres o números utilitzats tradicionalment als seus botons, el controlador de PlayStation va establir una marca registrada que s'incorporaria en gran manera a la marca PlayStation. Teiyu Goto, el dissenyador del controlador de PlayStation original, va dir que el cercle i la creu representen "sí" i "no", respectivament (tot i que aquest disseny s'inverteix a les versions occidentals); el triangle simbolitza un punt de vista i el quadrat s'equipara a un full de paper que serveix per accedir als menús. Els models europeus i nord-americans dels controladors de PlayStation originals són aproximadament un 10% més grans que la seva variant japonesa, per tenir en compte el fet que la persona mitjana d'aquestes regions té mans més grans que la persona japonesa mitjana.
El primer gamepad analògic de Sony, el PlayStation Analog Joystick (sovint erròniament anomenat "Sony Flightstick"), es va llançar per primera vegada al Japó l'abril de 1996. Amb dos joysticks paral·lels, amb la tecnologia de potenciòmetres utilitzada anteriorment en consoles com la Vectrex; en lloc de confiar en interruptors binaris de vuit vies, el controlador detecta canvis angulars minúsculs a través de tot el rang de moviment. El stick també inclou un interruptor de barret digital accionat amb el polze al joystick dret, que correspon al tradicional D-pad, i s'utilitza per als casos en què calen moviments digitals senzills. El Joystick analògic es va vendre malament al Japó a causa del seu alt cost i la seva mida feixuga.
La creixent popularitat dels jocs en 3D va portar a Sony a afegir joysticks analògics al disseny del seu controlador per oferir als usuaris més llibertat sobre els seus moviments en entorns 3D virtuals. El primer controlador analògic oficial, el controlador analògic dual, es va revelar al públic en una petita cabina de vidre a la PlayStation Expo de 1996 al Japó, i es va llançar a l'abril de 1997 coincidint amb els llançaments japonesos dels jocs analògics Tobal 2 i Bushido Blade. A més dels dos joysticks analògics, el controlador analògic dual inclou un botó "Analògic" i un LED sota els botons "Inici" i "Seleccionar" que activa o desactiva la funcionalitat analògica. El controlador també inclou suport de rumble, tot i que Sony va decidir que la retroalimentació hàptica s'eliminaria de totes les iteracions a l'estranger abans del llançament dels Estats Units. Un portaveu de Sony va declarar que la funció es va eliminar per "raons de fabricació", tot i que circulaven rumors que Nintendo havia intentat bloquejar legalment el llançament del controlador fora del Japó a causa de similituds amb el Rumble Pak del controlador Nintendo 64. Tanmateix, un portaveu de Nintendo va negar que Nintendo prengués accions legals. Chris Charla de Next Generation va teoritzar que Sony va treure la retroalimentació de vibració per mantenir el preu del controlador baix.
El novembre de 1997, Sony va presentar el controlador DualShock. El seu nom deriva de l'ús de dos (dual) motors de vibració (xoc). A diferència del seu predecessor, els seus sticks analògics presenten agafadors de goma amb textura, nanses més llargues i botons posteriors lleugerament diferents. També introdueix dos nous botons assignats per fer clic als sticks analògics i inclou suport de rumble de sèrie en totes les versions. Més tard, el DualShock va substituir els seus predecessors com a controlador predeterminat.

### Accessoris i perifèrics

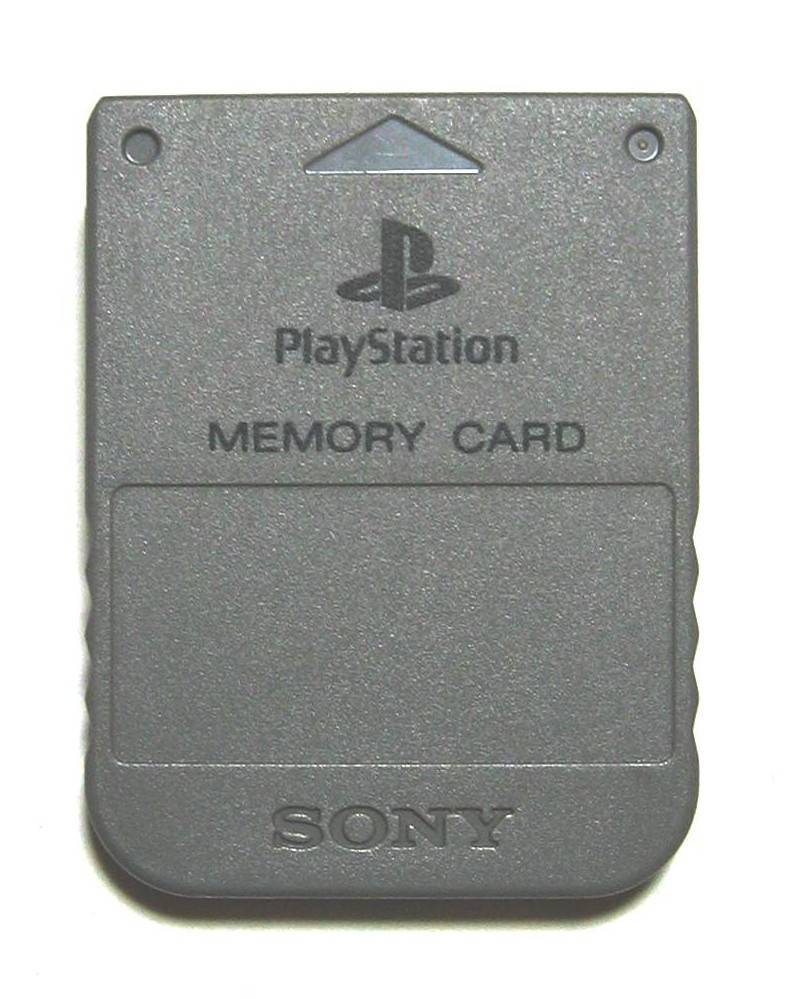
Memory Card.

Sony va llançar una sèrie de perifèrics per afegir capes addicionals de funcionalitat a la PlayStation. Aquests perifèrics inclouen targetes de memòria, el PlayStation Mouse, el PlayStation Link Cable, el Multiplayer Adapter (l'adaptador multijugador o multitap per a quatre jugadors), la unitat de memòria (Memory Drive, una unitat de disc per a disquets de 3,5 polzades), la GunCon (una pistola de llum), i el Glasstron (una pantalla muntada al cap monoscòpica).
La Memory Card va ser creada amb la finalitat de poder emmagatzemar les partides de diversos jocs, ja que els jocs eren molt llargs i es trigava diverses hores a completar-los. La Memory Card va ser fonamental per als jugadors. A més aquesta només comptava amb un espai limitat però segons va ser passant el temps es van llançar versions no oficials de més capacitat.
La multitap va ser creada amb la finalitat de poder jugar més de 2 jugadors alhora en un sol joc. Conté un cable que té una sortida igual a la dels controls i posseeix 4 entrades de control (A, B, C i D). Va col·locat en les mateixes ranures on es connecten els controls, usualment sense importar la ranura que sigui (1 o 2), connectat en la ranura 1 el comando apareix com 1-A,1-B,1-C i 1-D sent el mateix en la ranura 2,2-A,2-B,2-C i 2-D servint això per distingir uns comandes d'uns altres, així podent connectar fins a 8 controls. Cada ranura de control que conté posseeix una entrada de memory card, això perquè cada jugador carregui la seva configuració. Funciona en ambdues consoles (PS, PSOne). Són pocs els jocs que es poden jugar amb quatre jugadors. Entre ells, destaquen: Crash Bash, Crash Team Racing, Micro Machines V3, Street Racer, Winning Eleven, WWE, Pro Evolution Soccer i FIFA Football.
El Dual Analog Controller va ser el segon comandament oficial per PlayStation (no confondre amb DualShock). Va afegir els dos joysticks però no tenia vibració ni tampoc els botons L3 ni R3. Es va descontinuar a mitjan 1998.
La PocketStation, llançada al final de la vida útil de la consola exclusivament al Japó, és un perifèric de targeta de memòria que actua com un assistent digital personal en miniatura. El dispositiu inclou una pantalla de cristall líquid (LCD) monocrom, capacitat de comunicació infraroja, un rellotge en temps real, memòria flaix integrada i capacitat de so. Compartint similituds amb el perifèric VMU de Dreamcast, la PocketStation es distribuïa normalment amb determinats jocs de PlayStation, millorant-los amb funcions afegides. La PocketStation va resultar popular al Japó, venent més de cinc milions d'unitats. Sony tenia previst llançar el perifèric fora del Japó, però el llançament es va cancel·lar, tot i rebre promoció a Europa i Amèrica del Nord.

### Versions
La PlayStation va passar per diverses variants durant la seva producció. Externament, el canvi més notable va ser la reducció gradual del nombre de connectors externs de la part posterior de la unitat. Això va començar amb les unitats de llançament japoneses originals; el SCPH-1000, llançat el 3 de desembre de 1994, va ser l'únic model que tenia un port S-Video, ja que va ser eliminat del model següent. Els models posteriors van veure una reducció del nombre de ports paral·lels, amb la versió final només conservant un port sèrie. Van existir diverses versions de la PlayStation:
- Playstation original: comprenia, en un aparell de grandària relativament ampli i disseny rectangular, ports per a 2 comandaments de control, 2 targetes de memòria, un port sèrie, un port paral·lel, sortida A/V analògica i minijack per a modulador de ràdio freqüència. Originàriament se li va cridar PSX.
- PlayStation Vídeo CD: en 1997, Sony va llançar el model SCPH-5903 de la consola, que incloïa capacitat per a reproduir discos en format VideoCD 2.0 (VCD). Aquest model només es va distribuir per poc de temps a l'Àsia.
- PlayStation Net Yaroze (DLT-H300x): (Net Yaroze significa "Fem-ho junts" en japonès[41]) més cara que l'original i de color negre en comptes de l'usual gris, ve amb eines i instruccions que permeten a l'usuari programar jocs i aplicacions per a PlayStation sense necessitat d'una suite de desenvolupament completa (la qual pot costar diverses vegades el preu de la mateixa consola), sense arribar a posseir totes les característiques d'aquesta.[42] Va ser venuda a partir de 1996,[43] i seguint l'interès públic, es va estrenar l'any següent a altres països.[44]
- PSone (SCPH-101):[45] llançada per Sony l'any 2000 (juntament amb la seva successora, la PlayStation 2 que la va superar en vendes),[46] es presenta en unes dimensions prou reduïdes respecte a la versió original. Conté els mateixos botons de control (excepte el de Reset que, com ja vam veure anteriorment, és el mateix que el d'encesa), ports per a targetes de memòria i botons d'acció en els comandaments de control, però ja no compta amb el port sèrie ni paral·lel de l'original. Existia la possibilitat d'equipar-la amb una pantalla LCD de 5 polzades i bateria per a poder usar-la com portàtil.

### Sistemes recreatius basats en l'arquitectura del sistema
- Capcom Sony ZN-1
- Taito FX-1

### Funcionalitat
A més de jugar, la majoria de models de PlayStation estan equipats per reproduir CD d'àudio; el model asiàtic SCPH-5903 també pot reproduir Video CDs. Com la majoria de reproductors de CD, PlayStation pot reproduir cançons en un ordre programat, barrejar l'ordre de reproducció del disc i repetir una cançó o tot el disc. Els models de PlayStation posteriors utilitzen una funció de visualització de música anomenada SoundScope. A aquesta funció, així com a un gestor de targetes de memòria, s'accedeix iniciant la consola sense inserir un joc ni tancar la safata del CD, accedint així a una interfície gràfica d'usuari (GUI) per a la BIOS de PlayStation. La GUI per a PS One i PlayStation difereix en funció de la versió del firmware: la GUI original de PlayStation tenia un fons blau fosc amb grafits d'arc de Sant Martí utilitzats com a botons, mentre que els primers GUI de PAL PlayStation i PS One tenien un fons gris bloquejat amb dues icones al mig de la pantalla.
L'emulació de PlayStation és versàtil i es pot executar en nombrosos dispositius moderns. Bleem! va ser un emulador comercial que es va llançar per a PC compatibles amb IBM i el Dreamcast l'any 1999. Va ser destacat per ser comercialitzat de manera agressiva durant la vida de PlayStation, i va ser el centre de múltiples controvertides demandes presentades per Sony. Bleem! es va programar en llenguatge ensamblador, la qual cosa li va permetre emular jocs de PlayStation amb una fidelitat visual millorada, resolucions millorades i textures filtrades que no era possible amb el maquinari original. Sony va demandar a Bleem! dos dies després del seu llançament, citant infracció dels drets d'autor i acusant l'empresa de participar en competència deslleial i infracció de patents en permetre l'ús de la BIOS de PlayStation en una consola de Sega. Bleem! posteriorment es van veure obligat a tancar el novembre de 2001.

### Sistema de protecció contra còpia
Sony era conscient que l'ús de CD per a la distribució de jocs podria haver deixat els jocs vulnerables a la pirateria, a causa de la creixent popularitat dels CD-R i les unitats de disc òptic amb capacitat de gravació. Per impedir la còpia il·legal, es va desenvolupar un procés propietari per a la fabricació de discs de PlayStation que, juntament amb una unitat òptica augmentada en el muntatge Tiger H/E, evitava que les còpies gravades dels jocs arrenquessin en una consola sense modificar. Concretament, tots els discos de PlayStation genuïns es van imprimir amb una petita secció de dades irregulars deliberades, que la captació òptica de la PlayStation era capaç de detectar i descodificar. Les consoles no funcionarien en discs de joc sense una freqüència de vacil·lació específica continguda a les dades del sector pregap del disc (també es va utilitzar el mateix sistema per codificar el bloqueig regional dels discos). Aquest senyal estava dins de les toleràncies del CD de Red Book, de manera que el contingut real dels discs de PlayStation encara es podia llegir amb una unitat de disc convencional; tanmateix, la unitat de disc no podia detectar la freqüència de balanceig (per tant, duplicant els discs que l'ometen), ja que el sistema de captació làser de qualsevol unitat de disc òptic interpretaria aquesta oscil·lació com una oscil·lació de la superfície del disc i la compensaria en el procés de lectura.
Com que l'autenticitat del disc només es va verificar durant l'arrencada, aquest sistema de protecció contra còpies es podia eludir canviant qualsevol disc genuí amb el disc copiat, mentre que els modchips podrien eliminar el sistema de protecció per complet. Sony va suggerir mentidament als anuncis que la part inferior negra única dels discs jugava un paper en la protecció de còpia. En realitat, el plàstic negre utilitzat era transparent per a qualsevol làser infraroig i no suposava un obstacle per a duplicadors o unitats de CD de l'ordinador, tot i que podria haver ajudat els clients a distingir entre còpies no oficials i originals.

### Problemes de maquinari
Les primeres PlayStation, especialment els primers models 1000, experimenten saltar vídeos en moviment complet o sorolls físics de "tictac" de la unitat. Els problemes provenen de les ventilacions mal col·locades que provoquen un sobreescalfament en alguns entorns, cosa que fa que les motllures de plàstic dins de la consola es deformen lleugerament i creen efectes de detonació amb el conjunt làser. La solució és asseure la consola en una superfície que dissipi la calor de manera eficient en una zona ben ventilada o aixecar la unitat lleugerament des de la seva superfície de repòs. Els representants de Sony també van recomanar desconnectar la PlayStation quan no s'utilitza, ja que el sistema consumeix una petita quantitat d'energia i calor fins i tot quan està apagada.
El primer lot de PlayStations utilitza una unitat làser KSM-440AAM, la carcassa i les parts mòbils de la qual estan fetes de plàstic. Amb el pas del temps, el rail de plàstic de la lent es desgasta, generalment de manera desigual, a causa de la fricció. La col·locació de la unitat làser a prop de la font d'alimentació accelera el desgast, a causa de la calor addicional, que fa que el plàstic sigui més vulnerable a la fricció. Finalment, un costat del trineu de la lent es gasta tan que el làser es pot inclinar, ja no apuntarà directament al CD; després d'això, els jocs ja no es carregaran a causa d'errors de lectura de dades. Sony va solucionar el problema fent que el trineu fos de metall fos a pressió i col·locant la unitat làser més allunyada de la font d'alimentació dels models de PlayStation posteriors.
A causa d'un informe d'enginyeria, la PlayStation no produeix un senyal adequat en diversos models antics de televisors, cosa que fa que la pantalla parpellegi o reboti al voltant de la pantalla. Sony va decidir no canviar el disseny de la consola, ja que només un petit percentatge dels propietaris de PlayStation feien servir aquests televisors i, en canvi, va donar als consumidors l'opció d'enviar la seva unitat PlayStation a un centre de servei de Sony per tenir instal·lat un modchip oficial, que permetés jugar en televisors més antics.

## Jocs

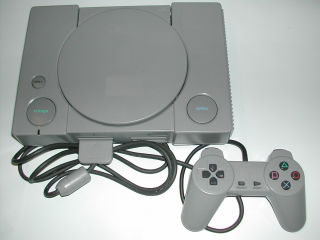
Una consola PlayStation amb el seu comandament de control.

Es van llançar un total de 7.918 jocs de PlayStation a tot el món; 4.944 al Japó, 1.639 a Europa i 1.335 a Amèrica del Nord. El joc més venut de PlayStation és Gran Turismo (1997), que va vendre 10,85 milions d'unitats. Després de la interrupció de PlayStation el 2006, l'enviament de programari acumulat va ser de 962 milions d'unitats.
La PlayStation comptava amb una biblioteca de jocs diversa que va créixer per atreure tot tipus de jugadors. Els dos primers jocs disponibles al llançament van ser Jumping Flash! (1995) i Ridge Racer, amb Jumping Flash! anunciat com un avantpassat dels gràfics 3D als jocs de consola. S'inclou també jocs de PlayStation aclamats per la crítica com Final Fantasy VII (1997), Crash Bandicoot (1996), Spyro the Dragon (1998), Metal Gear Solid (1998), i Tekken, tots els quals es van convertir en franquícies. Final Fantasy VII s'acredita que ha permès que els jocs de rol atractin al mercat de masses fora del Japó, i és considerat un dels videojocs més influents i més grans mai fets.
En el moment de la primera temporada de Nadal de PlayStation, Psygnosis havia produït al voltant del 70% del seu catàleg de llançament; el seu avanç del joc de carreres Wipeout va ser aclamat per la seva banda sonora techno i va ajudar a donar a conèixer la comunitat de la música underground britànica. El joc d'acció i aventura d'Eidos Interactive Tomb Raider va contribuir substancialment a l'èxit de la consola el 1996, amb la seva protagonista principal Lara Croft convertint-se en una icona dels primers jocs i obtenint una promoció mediàtica sense precedents. Els videojocs amb llicència tie-in de pel·lícules populars també eren prevalents; L'adaptació del 2001 d'Argonaut Games'Harry Potter i la pedra filosofal va arribar a vendre més de vuit milions de còpies al final de la vida útil de la consola. Els desenvolupadors de tercers es van comprometre en gran manera amb l'ampli catàleg de jocs de la consola fins i tot després del llançament de la PlayStation 2.
Inicialment, als Estats Units, els jocs de PlayStation s'embalaven en caixes llargues de cartró, semblants als jocs 3DO i Saturn no japonesos. Sony va canviar més tard al format de joia que s'utilitza habitualment per als CD d'àudio i els videojocs japonesos, ja que aquest format ocupava menys espai del prestatge minorista (que era molt econòmic a causa de la gran quantitat de jocs de PlayStation que es llançaven) i les proves de grup van demostrar que la majoria dels consumidors preferien aquest format.
En resum, va rebre un ampli catàleg de jocs, PlayStation és ben coneguda per sagues com Resident Evil, Tekken, Gran Turismo, ISS Pro evolution, Tomb Raider, Oddworld: Abe's Oddysee, Medievil, Spyro the Dragon o Crash Bandicoot (Crash, el protagonista, va ser mascota de facto en els inicis de la Sony PlayStation). L'últim joc llançat per a la PlayStation va ser el FIFA 2005, llançat el 12 d'octubre del 2004 als Estats Units, i 3 dies després a Europa.

### Números identificatius
Els videojocs de PlayStation (també els de les consoles successores) tenien un número propi, que identificava a cada joc del catàleg de la màquina.
Aquestos números es classificaven en distintes categories depenent de l'origen del joc i de la regió on es distribuïa.
Així, els videojocs distribuïts per Sony tenien els codis SCES i SCUS (Sony Computer Europe Software i Sony Computer US Software), mentre que els jocs llicenciats tenien els distintius SLES i SLUS (Sony Licensed Europe Software i Sony Licensed US Software). Al Japó s'utilitzaven les categories SCPS i SLPS (Sony Computer PlayStation Software i Sony Licensed PlayStation Software), si bé també va existir una tercera categoria anomenada SLPM (Sony Licensed PlayStation Miscellaneous) per a reedicions de jocs. Els jocs s'ordenaven per ordre cronològic (si bé un joc amb un SCES més baix que altre no té per què ser necessàriament més antic que altre amb un número major) i en el cas europeu, si un joc es distribuïa en versions diferents (amb distints idiomes) a diversos països, cada versió del joc tenia un codi diferent.

## Problemes de salut derivats
Els problemes més habituals relacionats amb aquesta consola estan relacionats amb els ulls i, segons alguns fonts, en problemes d'agresivitat, d'addicció i fins i tot de socialització. Últimament, es va relacionar una malaltia cutània, la PlayStation palmar hidradenitis amb la utilització d'aquest tipus de consoles.

## Rebuda
La PlayStation va tenir una bona acollida després del llançament. Els crítics occidentals van donar la benvinguda generalment a la nova consola; el personal de Next Generation va revisar la PlayStation unes setmanes després del seu llançament nord-americà, on va comentar que, tot i que la CPU és "bastant mitjana", el maquinari personalitzat suplementari, com la GPU i el processador de so, és increïblement potent. Van elogiar l'enfocament de PlayStation en 3D i van complementar la comoditat del seu controlador i la comoditat de les seves targetes de memòria. Donant al sistema 41⁄2 estrelles de 5, van concloure: "Per tenir èxit en aquest mercat extremadament descoratjador, necessiteu una combinació d'un gran maquinari, grans jocs i un gran màrqueting. Ja sigui per habilitat, sort., o només butxaques profundes, Sony ha anotat tres de tres en la primera salva d'aquesta guerra". Albert Kim de Entertainment Weekly va elogiar la PlayStation com una meravella tecnològica, rivalitzant amb la de Sega i Nintendo. Famicom Tsūshin va atorgar a la consola un 19 sobre 40, inferior al 24 sobre 40 del Saturn, el maig de 1995.
En una revisió de final d'any de 1997, un equip de cinc editors de Electronic Gaming Monthly va donar a PlayStation puntuacions de 9,5, 8,5, 9,0, 9,0 i 9,5 —per als cinc editors, la puntuació més alta que van donar a qualsevol de les cinc consoles revisades. Van lloar l'amplitud i la qualitat de la biblioteca de jocs, dient que havia millorat molt respecte als anys anteriors a causa del domini de les capacitats del sistema pels desenvolupadors, a més de que Sony va revisar la seva posició sobre els jocs en 2D i de rol. També van felicitar el preu baix dels jocs en comparació amb els de Nintendo 64 i van assenyalar que era l'única consola del mercat en la qual es podia confiar per oferir un flux sòlid de jocs per a l'any que ve, principalment a causa de desenvolupadors de tercers, afavorint-lo gairebé per unanimitat sobre els seus competidors.

## Llegat
SCE va ser un principiant en la indústria dels videojocs a finals de 1994, ja que el mercat dels videojocs a principis dels anys noranta estava dominat per Nintendo i Sega. Nintendo havia estat el líder clar de la indústria des de la introducció del Nintendo Entertainment System el 1985 i inicialment s'esperava que la Nintendo 64 mantingués aquesta posició. El públic objectiu de PlayStation incloïa la generació que va ser la primera a créixer amb els videojocs convencionals, juntament amb els joves de 18 a 29 anys que no eren el focus principal de Nintendo. A finals de la dècada de 1990, Sony es va convertir en una marca de consoles molt apreciada a causa de la PlayStation, amb un avantatge significatiu sobre Nintendo, que ocupava el segon lloc, mentre que Sega va quedar relegada a un tercer lloc llunyà.
La PlayStation es va convertir en la primera "plataforma d'entreteniment informàtic" en vendre més de 100 milions d'unitats a tot el món, amb molts crítics que atribueixen l'èxit de la consola a desenvolupadors de tercers. Continua sent la cinquena consola més venuda de tots els temps en 2022, amb un total de 102,49 milions d'unitats venudes. Es van publicar al voltant de 7.900 jocs individuals per a la consola durant els seus 11 anys de vida, la segona quantitat de jocs que s'ha produït mai per a una consola. El seu èxit va suposar una gran ajuda financera per a Sony, ja que els beneficis de la seva divisió de videojocs van contribuir al 23%.
La PlayStation 2 de nova generació de Sony, que és compatible enrere amb el controlador i els jocs DualShock de PlayStation, es va anunciar el 1999 i es va llançar el 2000. El lideratge de PlayStation en base instal·lada i suport per a desenvolupadors va pavimentar l'èxit del seu successor, que va superar el llançament anterior del Dreamcast de Sega i després es va defensar de la competència del nouvingut Xbox de Microsoft i el GameCube de Nintendo. L'immens èxit de la PlayStation 2 i el fracàs del Dreamcast van ser uns dels principals factors que van portar a Sega a abandonar el mercat de les consoles. Fins ara, s'han llançat cinc consoles domèstiques PlayStation, que han continuat amb el mateix esquema de numeració, així com dos sistemes portàtils. Centenars de jocs de PlayStation es van tornar a llançar com a Clàssics de PS One per comprar i descarregar-los al PlayStation Portable, PlayStation 3, i PlayStation Vita. La PlayStation 2 i la PlayStation 3 també van mantenir la compatibilitat amb els discos originals de PlayStation.
La PlayStation s'ha classificat sovint entre les millors consoles de videojocs. El 2018, RetroGamer la va anomenar la tercera millor consola, acreditant les seves sofisticades capacitats 3D com un dels seus factors clau per obtenir un èxit massiu, i lloant-la com un "pas endavant dels videojocs en tots els sentits possibles". L'any 2009, IGN va classificar la PlayStation com la setena millor consola de la seva llista, assenyalant el seu atractiu cap al públic més gran perquè era un factor crucial per impulsar la indústria dels videojocs, així com la seva assistència en la transició de la indústria del videojoc per utilitzar el format CD-ROM. Keith Stuart de The Guardian també la va nomenar com la setena millor consola el 2020, declarant que el seu èxit va ser tan profund que "va governar la dècada de 1990".

### Format CD
L'èxit de la PlayStation va contribuir a la desaparició de les consoles domèstiques basades en cartutxos. Tot i que no va ser el primer sistema que va utilitzar un format de disc òptic, va ser el primer amb un gran èxit i va acabar enfrontant-se amb la Nintendo 64 que es basava en cartutxos propietaris. Després de la desaparició de la Sega Saturn, Nintendo va quedar com el principal competidor de Sony als mercats occidentals. Nintendo va optar per no utilitzar CD per a la Nintendo 64; probablement estava preocupat per la capacitat del format de cartutx propietari per ajudar a fer complir la protecció contra còpies, donada la seva dependència important de les llicències i dels jocs exclusius per als seus ingressos.
A més de la seva major capacitat, els CD-ROM es podrien produir a granel a un ritme molt més ràpid que els cartutxos ROM, una setmana en comparació amb dos o tres mesos. A més, el cost de producció per unitat era molt més barat, la qual cosa va permetre a Sony oferir jocs un 40% menys de costos per a l'usuari en comparació amb els cartutxos ROM, tot i que continuava obtenint la mateixa quantitat d'ingressos nets. Al Japó, Sony va publicar menys còpies d'una gran varietat de jocs per a PlayStation com a pas de limitació de riscos, un model que havia estat utilitzat per Sony Music per a discs d'àudio CD. La flexibilitat de producció dels CD-ROM va fer que Sony pogués produir volums més grans de títols populars per arribar ràpidament al mercat, cosa que no es podia fer amb cartutxos a causa del seu termini de fabricació. Els costos de producció més baixos dels CD-ROM també van permetre als editors una font addicional de beneficis: reedicions a preus ajustats de títols que ja havien recuperat els seus costos de desenvolupament.

Tokunaka va destacar el 1996: 
| « | Escollir el CD-ROM és una de les decisions més importants que hem pres. Com estic segur que enteneu, PlayStation podria haver funcionat amb la mateixa facilitat amb ROM emmascarades [cartutxos]. El motor 3D i tot, tot el format PlayStation, és independent dels mitjans. Però per diverses raons (incloses les economies per al consumidor, la facilitat de fabricació, el control d'inventaris per al comerç i també els editors de programari) vam deduir que el CD-ROM seria el millor suport per a PlayStation. | » |

La creixent complexitat del desenvolupament de jocs va empènyer els cartutxos als seus límits d'emmagatzematge i va desanimar gradualment alguns desenvolupadors de tercers. Part de l'atractiu del format CD per als editors era que es podien produir a un cost significativament més baix i oferia més flexibilitat de producció per satisfer la demanda. Com a resultat, alguns desenvolupadors de tercers van canviar a PlayStation, inclòs Square, amb el títol Final Fantasy VII, i Enix (més tard es va fusionar amb Square per formar Square Enix), amb Dragon Quest VII (2000) es van planificar per a la Nintendo 64. Altres desenvolupadors van llançar menys jocs per a Nintendo 64 (Konami, llançant només tretze jocs N64 però més de cinquanta a PlayStation). Els llançaments de jocs de Nintendo 64 eren menys freqüents que els de PlayStation, molts van desenvolupats per la mateixa Nintendo o per tercers com ara Rare.

### PlayStation Classic

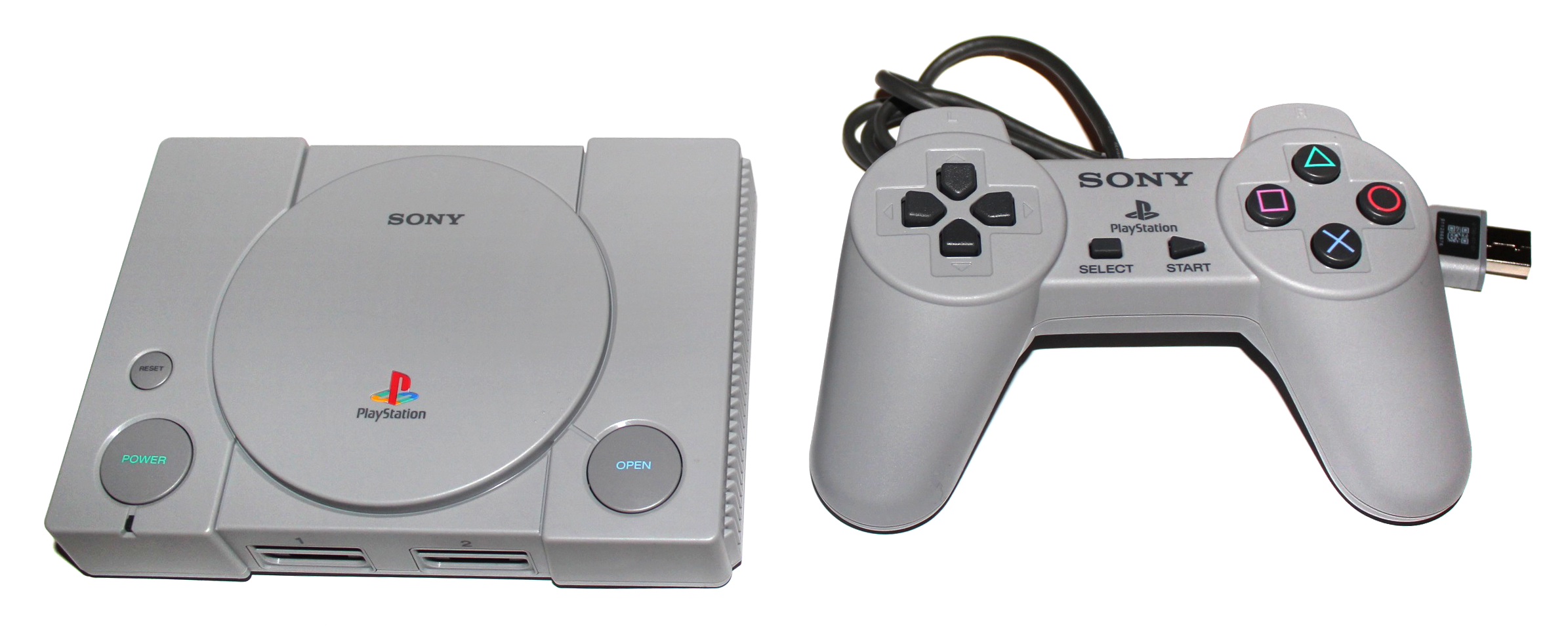
Consola PlayStation Classic i controlador

La PlayStation Classic és una consola de videojocs dedicada de Sony Interactive Entertainment que emula jocs de PlayStation. Es va anunciar el setembre de 2018 al Tokyo Game Show i es va estrenar el 3 de desembre de 2018, el 24è aniversari del llançament de l'original.
Com a consola dedicada, PlayStation Classic inclou 20 jocs preinstal·lats, com ara Tekken 3 (1996), Final Fantasy VII, Jumping Flash!, i Syphon Filter (1999); els jocs funcionen amb l'emulador de codi obert PCSX. La consola s'inclou amb dos controladors de PlayStation amb cable de rèplica (els que no tenen sticks analògics), un cable HDMI i un cable USB de Tipus A. Internament, la consola utilitza un sistema en un xip MediaTek MT8167a Quad A35 amb quatre nuclis de processament centrals a @1,5 GHz i un Power VR GE8300. Inclou 16 GB d'emmagatzematge flash eMMC i 1 GB de SDRAM DDR3. La PlayStation Classic és un 45% més petita que la consola original.
La PlayStation Classic va rebre crítiques negatives i es va comparar desfavorablement amb el rival de Nintendo de NES Classic Edition i Super NES Classic Edition. Les crítiques es van dirigir a la seva escassa biblioteca de jocs, la interfície d'usuari, la qualitat de l'emulació, l'ús de versions PAL per a certs jocs, l'ús del controlador original i l'alt preu de venda, tot i que el disseny de la consola va rebre elogis. Com a resultat, es va vendre malament.

## Successores

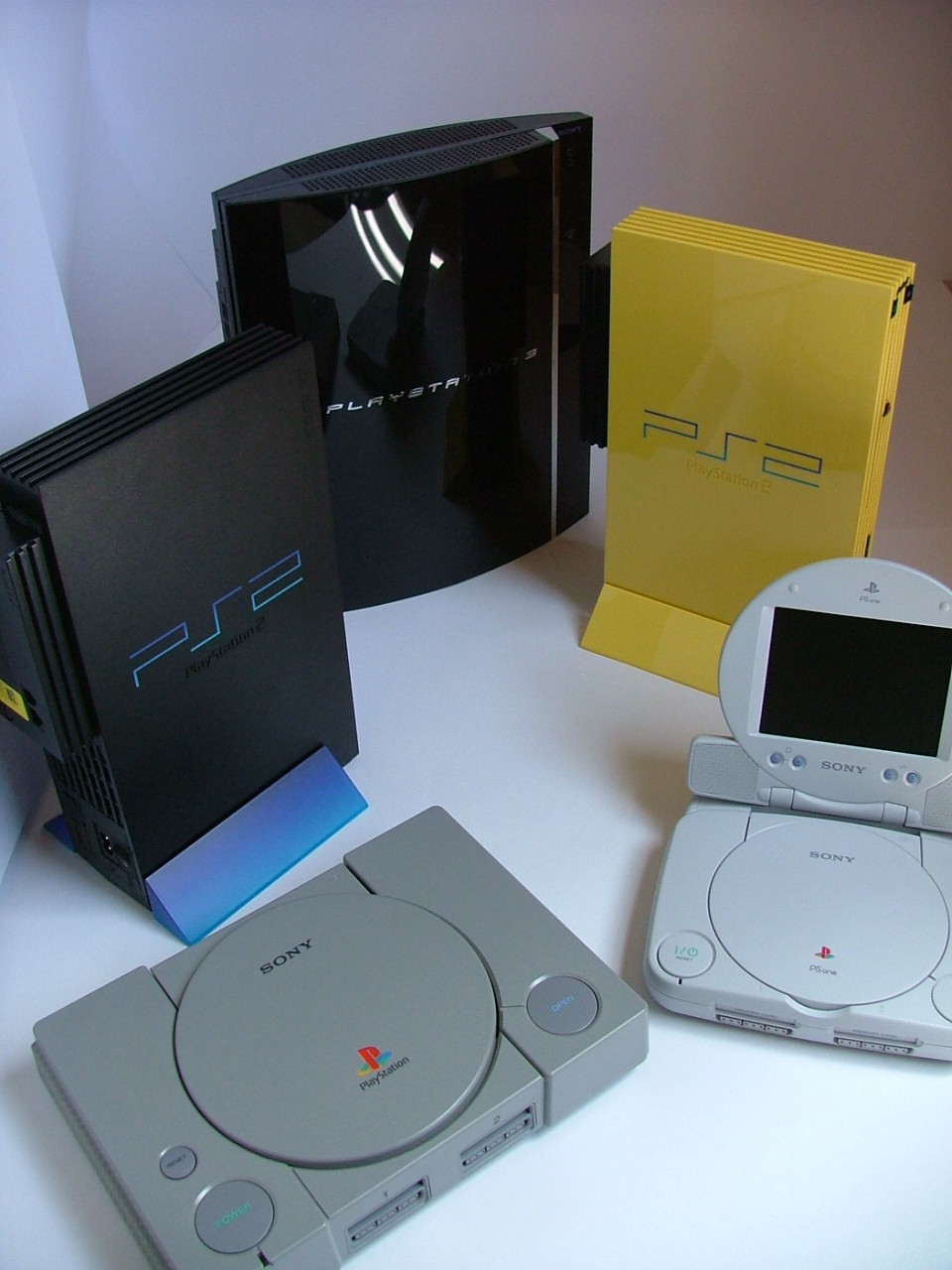
Col·lecció de sistemes de videojocs PlayStation de Sony.

La successora immediata de la PlayStation és la PlayStation 2, tecnològicament molt més avançada (es diu que el seu maquinari té la suficient precisió per a controlar dispositius militars, la qual cosa va suscitar una gran polèmica entorn d'aquesta consola) i retrocompatible amb aquesta última, de manera que és possible jugar a quasi tots els jocs de PlayStation, per mitjà de l'emulació per maquinari d'aquesta.
La seva següent successora és la PlayStation 3, el llançament de la qual va ser el 2006 al Japó i Estats Units, i el 23 de març del 2007 a Europa i Oceania. Segons les dades actuals, serà la primera consola a emprar la tecnologia grid computing per mitjà de l'ús d'un processador denominat Cell.

## Top Final de la competència
1. PlayStation (PSX)
2. Nintendo 64 (N64)
3. Sega Saturn (SS)